# Theophiel Van Peteghem
Theofiel Van Peteghem (Eksaarde, 31 oktober 1879 – 11 december 1960) was een Belgisch senator en burgemeester.

## Levensloop
Hij was een zoon van de landbouwer Franciscus Van Peteghem.
Na studies aan een melkerijschool, werd hij bestuurder van een melkerij in Aalst (1905-1907) en vervolgens van de zuivelfabriek in Eksaarde.
Hij was actief binnen de Belgische Boerenbond, als:
- stichter van de Boeren/Boerinnenjeugdbeweging in Eksaarde (1906),
- stichter van de Boerengilde en Spaar- en Kredietkas in Eksaarde (1907),
- voorzitter van het arrondissementsverbond der Boerengilden Sint-Niklaas (1920-1945).

Hij werd gemeenteraadslid van Eksaarde en was en van 1920 tot 1946 schepen. In 1946 werd hij burgemeester. Van 1930 tot 1937 was hij provincieraadslid voor Oost-Vlaanderen.
Van 1937 tot 1939 was hij katholiek senator voor het arrondissement Dendermonde-Sint-Niklaas, in vervanging van de overleden Alfons Hebbinckuys.
In 1946 werd hij verkozen tot CVP-senator voor hetzelfde arrondissement en vervulde dit mandaat tot aan zijn dood.